# 100 SEASONS/TONIGHT
「100 SEASONS/TONIGHT」（ハンドレッド・シーズンズ/トゥナイト）は、三代目 J SOUL BROTHERS from EXILE TRIBEの27枚目のシングル。2021年6月16日にrhythm zoneから発売された。

## 概要
- 前作「Movin' on」から約1年2か月ぶりのCDシングル。デビュー10周年イヤーとなる2021年の第一弾シングル。
- 「CD+DVD」「CD+Blu-ray」「CDのみ」と、ファンクラブ・オフィシャルモバイルショップ限定販売の10th ANNIVERSARY 仕様など5形態での発売。CDには全2曲4トラック、DVD/BDには「100 SEASONS」MVを収録。
- 「100 SEASONS」には、「100年の季節を共に過ごしたい」というファンへの想い、「こんな時代だからこそ頑張り過ぎなくていい」という想いが込められている[3]。 ミュージック・ビデオは、“日常”をテーマに制作され[4]、「これまで当たり前に存在していた“日常”が失われた今だからこそ、特別じゃない人生の中で取るに足らない1日だとしても、これ以上なく愛おしく素晴らしいものだと強く心の内に感じてほしい」とのメッセージを込めた[5]。
- 「TONIGHT」はCrazyBoy初プロデュースの楽曲[6]。リミックスバージョンの「TONIGHT (R&BTrap Remix)」「 TONIGHT (XXX Remix)」 はデジタル配信で同時にリリースされた。ミュージック・ビデオは、シングルのDVD/Blu-rayには収録されていない。後に発売するアルバム『THIS IS JSB』のDVD/Blu-rayに収録。

## 収録曲

### CD
1. 100 SEASONS [3:21]
作詞：YVES&ADAMS、作曲：SKY BEATZ, J FAITH, RICO GREENE
2. TONIGHT [3:51] 
作詞：JAY'ED, CrazyBoy, NAKKID、作曲：JAY'ED, CrazyBoy, NAKKID
3. 100 SEASONS（Instrumental）
4. TONIGHT（Instrumental）

### DVD/Blu-ray
1. 100 SEASONS（Music Video）[3:17]
2. 100 SEASONS（Behind the scenes） （10th ANNIVERSARY 仕様のみ収録）

### デジタル
1. 100 SEASONS [3:17]
2. TONIGHT [3:48]
3. TONIGHT (R&BTrap Remix)[4:05]
4. TONIGHT (XXX Remix)[3:59]

## 収録アルバム
| 収録アルバム | 楽曲                    | 曲順 |
| ------------ | ----------------------- | ---- |
| THIS IS JSB  | TONIGHT                 | 3    |
| THIS IS JSB  | 100 SEASONS             | 8    |
| THIS IS JSB  | TONIGHT (R&BTrap Remix) | 11   |
| THIS IS JSB  | TONIGHT (XXX Remix)     | 12   |